# الخنافيف
الخنافيف هي جماعة قروية في إقليم تارودانت بجهة سوس ماسة جنوب المغرب. وهي تضم 9936 نسمة، حسب الإحصاء العام للسكان والسكنى لسنة 2014.
يبعد مركز الجماعة عن مدينة تارودانت بـ 20 كلم.

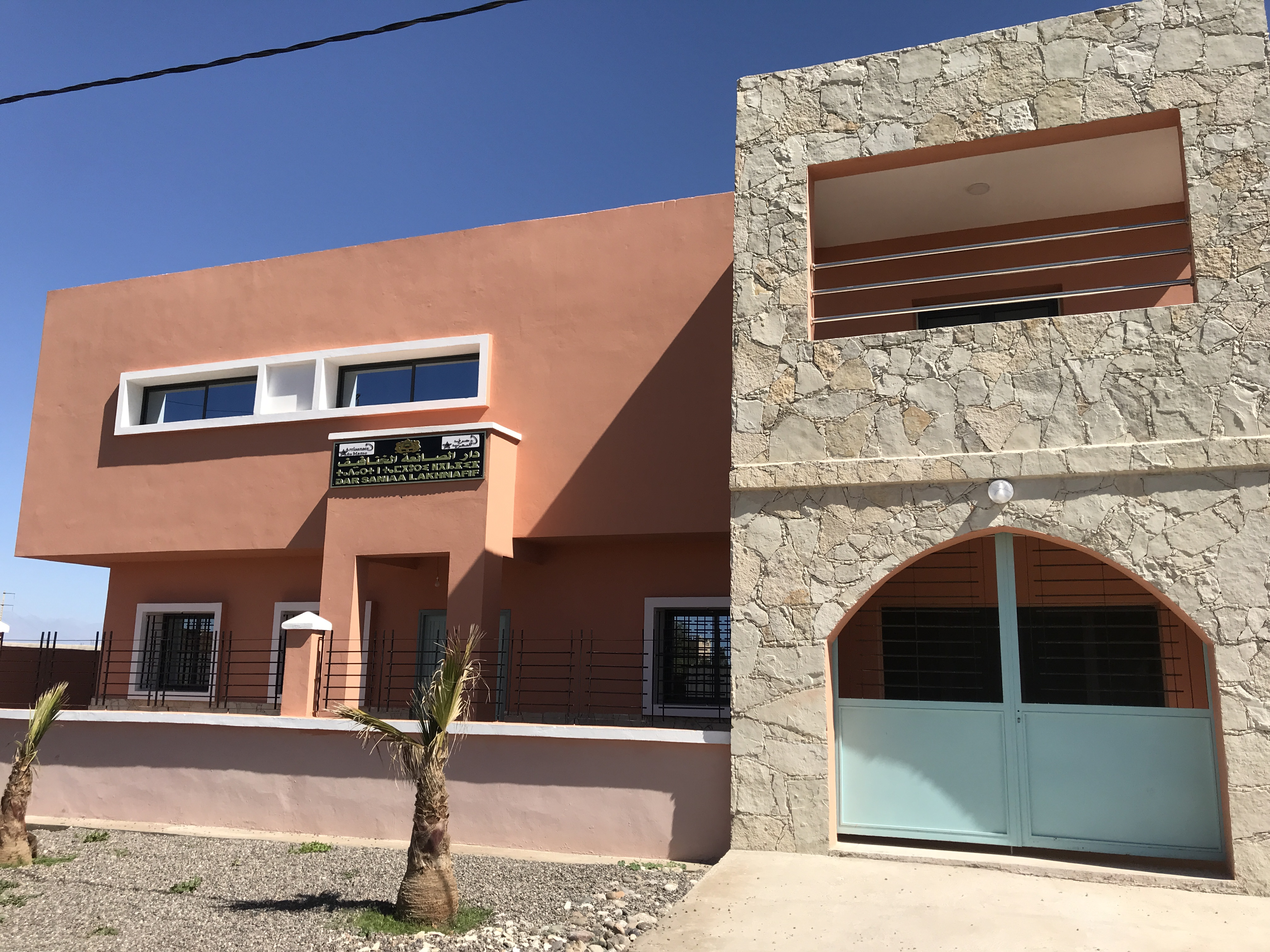
دار الصانعة الخنافيف

## دواوير الجماعة
- دوار أمعازة
- دوار البهسية
- دوار أولاد بوربيعة
- دوار لوزازطة
- دوار الخنافيف
- دوار أيت رحمون
- دوار العرب فروما
- دوار البراكيك البحراني
- دوار الحجاج
- دوار أيت عبد الجليل

## التعليم
قائمة المؤسسات التعليمية في الخنافيف:
- مجموعة مدارس البحراني (الدواوير: البحراني - القبلاني - الحجاج - أيت رحمون)
- مجموعة مدارس حسان بن ثابت (الدواوير: الخنافيف - لوزازطة - امعازة - البهسية - أولاد بوربيعة)

## النقل والطرق
تقوم شركة الكرامة بتشغل خط للحافلات يربط بين تارودانت وأولاد تايمة ويمر من مركز جماعة الخنافيف.

## الجمعيات
- جمعية الأمان للنقل المدرسي
- جمعية المسيرة للماء الصالح للشرب